# Anita Guerreiro

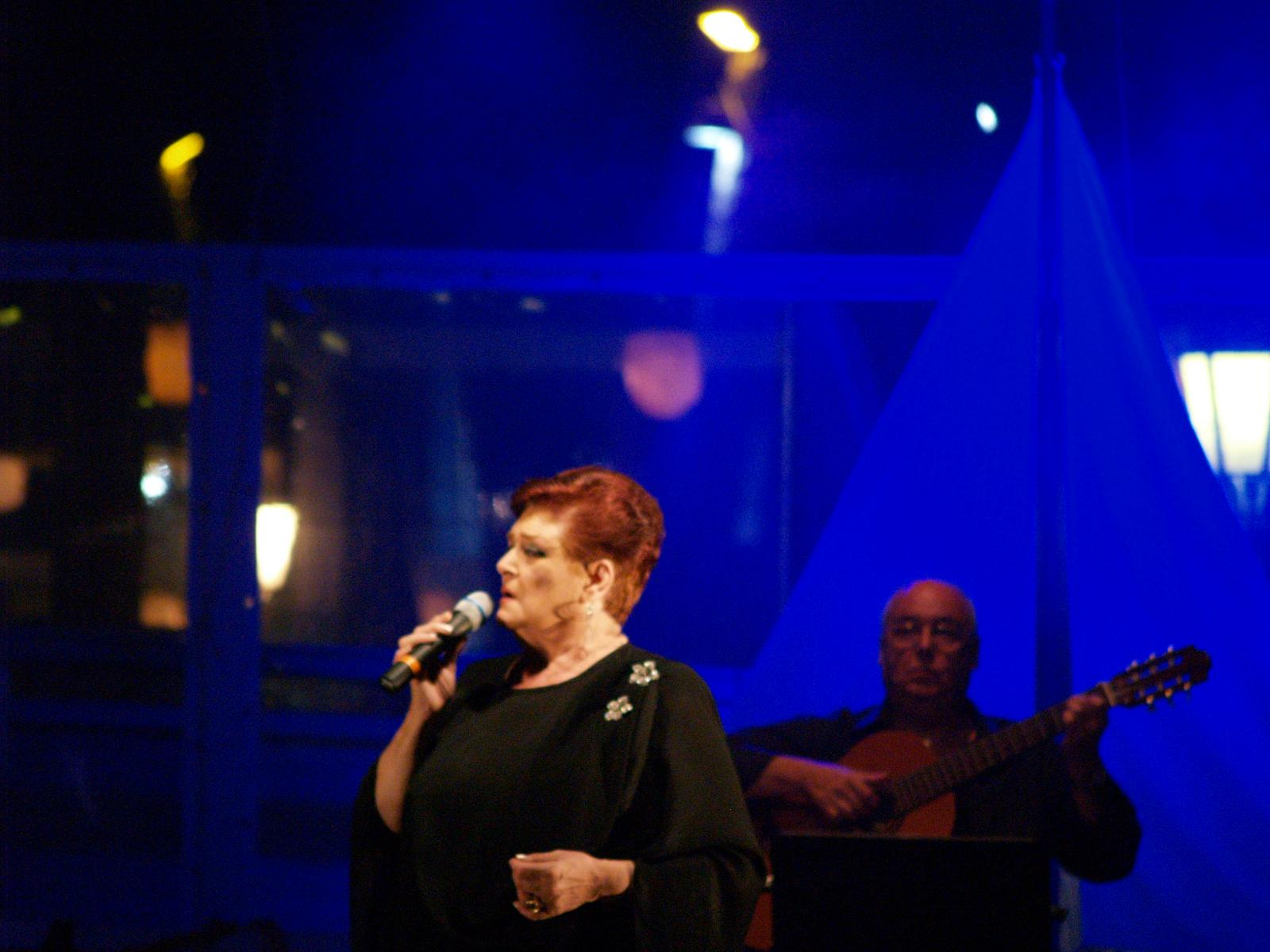
Anita Guerreiro (2008)

Anita Guerreiro, bürgerlich Bebiana Guerreiro Rocha Cardinali (* 13. November 1936 in Pena, Lissabon) ist eine portugiesische Fado-Sängerin und Schauspielerin.

## Leben
Bereits als Siebenjährige sang sie im Vereinsheim des Sport Clube do Intendente, einem Sportverein ihrer Heimatgemeinde Pena und der angrenzenden Stadtgemeinde Anjos (heute Arroios).
1952 gewann sie einen Gesangswettbewerb im Radio und begeisterte das Publikum. Der Manager Marques Vidal nahm sie daraufhin unter Vertrag, nahm sie aus dem Wettbewerb und verschaffte ihr ein Engagement im renommierten Fadoclub Café Luso, fortan unter dem Künstlernamen Anita Guerreiro.
Es folgten eine Vielzahl Auftritte, mit lobenden Kritiken in den Zeitungen, insbesondere ab 1954, als sie auch erste Schallplattenaufnahmen machte. 1955 erhielt sie ihr erstes Engagement am Revuetheater, am populären Teatro Maria Vitória. Ihre erste Rolle war ein Erfolg und bedeutete ihren Einstieg in die beliebten Revuen der Stadt, den Revistas à Portuguesa. Dank ihrer mitreißenden und authentischen Art, Fados und Lissabonner Lieder vorzutragen, galt sie bald als eine der populärsten Sängerinnen der Revuen Lissabons.
Im Spielfilm Geheimzentrale Lissabon, den der US-amerikanische Schauspieler und Regisseur Ray Milland 1956 mit Starbesetzung in Lissabon und Umgebung drehte, trat Guerreiro als Fadosängerin auf, ihr erster Filmauftritt, dem in den folgenden Jahren noch gelegentlich weitere folgten.
Sie eröffnete ein Fadolokal im historischen Theaterviertel Parque Mayer namens Adega da Anita, das sie nach einigen erfolgreichen Jahren wieder schloss, um mit ihrem Mann in die sich enorm entwickelnde Überseeprovinz Angola zu gehen. Dort gewann sie einige Auszeichnung, darunter die erste Ausgabe des Festival da Canção de Luanda, der angolanische Ableger des populären Festival da Canção in Portugal.
Nach etwa drei Jahren in Angola kehrte sie nach Lissabon zurück, wo sie an alte Erfolge im Revuetheater anschloss, insbesondere am Teatro Variedades und am Teatro Capitólio, beide im Parque Mayer. Anfang der 1970er Jahre zog sich Guerreiro aus den Revuen zurück und sang Fado, in Fadolokalen und für Schallplattenaufnahmen, vor allem aber auf internationalen Gastspielreisen in Europa und Nordamerika, insbesondere für die Auslandsportugiesen in Kanada und den USA Ende der 1980er Jahre. Mit einem Engagement am Teatro Variedades 1982 war sie zwischenzeitlich zu den Revuen zurückgekehrt, fortan jedoch nicht mehr so häufig wie zuvor.
In den 1990er Jahren wandte sie sich dann erstmals stärker dem Fernsehen zu, wo sie nun nicht nur als Sängerin, sondern auch als Schauspielerin in Telenovelas und  Fernsehserien spielte.
Nach einer ersten Ehrung 2001 fand am 17. Februar 2004 ein Abend zu ihrem 50. Bühnenjubiläum als professionelle Sängerin statt. Im altehrwürdigen Teatro São Luiz traten dabei Künstler wie António Calvário, António Rocha, Fernanda Baptista, Marina Mota oder die Schauspielerin Natalina José auf. Im November 2004 erhielt sie dann die goldene Verdienstmedaille der Stadt Lissabon. Seither ist ihr auch mit einer Reihe Best-of-Zusammenstellungen gedacht worden, sowohl ihrer Fados als auch ihrer Revue-Lieder.

## Diskografie (Alben)
- 1955(?): Tia Anica (LP, mit Maria José Da Guia, Manuel De Almeida und Joaquim Pimentel)
- 1955(?): 8 Famosas Marchas Populares (LP, mit Maria José Da Guia und Maria Amélia Ramos)
- (?): Souvenir Of Portugal (LP, mit Pepé Cardinali)
- 1970: Cheira A Lisboa (LP)
- 1979: Anita Guerreiro (LP)
- 1993: Lisboa Agradecida (CD, Best of)
- 1994: O Melhor dos Melhores (CD, aus der gleichnamigen Best-of-Reihe des Movieplay-Labels)
- 2000: Clássicos da Renascença (CD, aus der gleichnamigen Best-of-Reihe des Movieplay-Labels)
- 2005: Anita Guerreiro - Antologia 50 Anos de Teatro em Revista (1955-2000) (Doppel-CD)